# Christiaan Posthumus Meyjes sr.

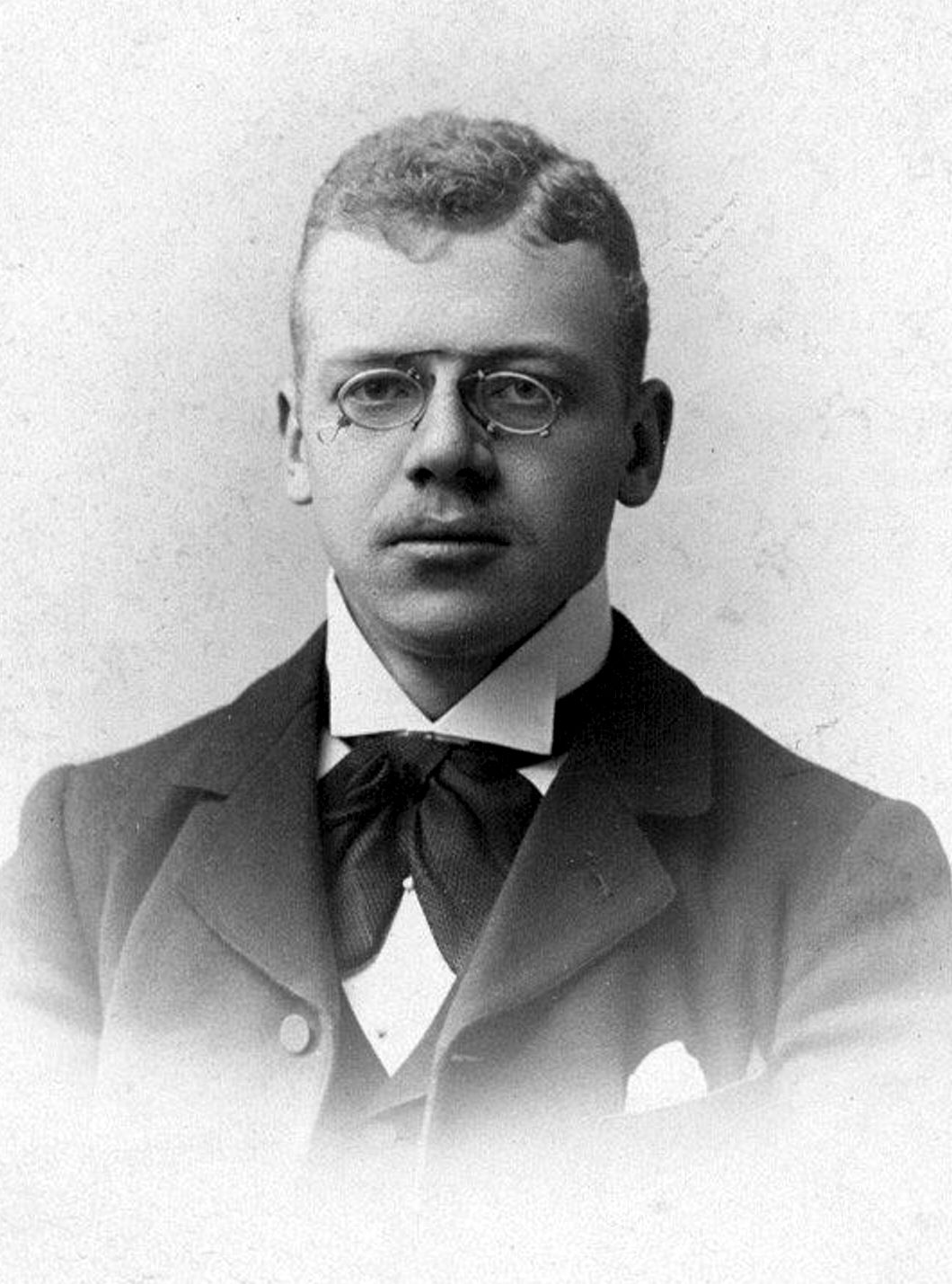
Christiaan Posthumus Meyjes (1858-1922)

Christiaan Bernard Posthumus Meyjes sr. (Eemnes-Buiten, 11 juni 1858 - Huis ter Heide, 27 oktober 1922) was een Nederlands architect.

## Leven en werk
Zijn zoon C.B. Posthumus Meyjes jr. (1893-1975) was eveneens architect, vanaf 1919 werkten zij samen onder de naam 'Bureau Posthumus Meyjes en zoon'.
Posthumus Meyjes studeerde in 1877-1880 aan de Polytechnische School te Delft. Van 1880 tot 1887 werkte hij bij de Hollandsche IJzeren Spoorweg-Maatschappij en ontwierp onder andere het hoofdkantoor van de maatschappij, gebouw De Droogbak in Amsterdam (mogelijk in samenwerking met D.A.N. Margadant), en het stationsgebouw van Delft, beide uitgevoerd in uitbundige neorenaissance.
In 1887 vestigde hij zich als zelfstandige architect in Amsterdam. In 1888 kreeg hij tevens een aanstelling als vaste architect van de Hervormde Gemeente te Amsterdam en gevestigd als zelfstandig architect, waar hij na verloop van tijd een bureau van negen medewerkers leidde. In deze periode was hij betrokken bij de herbouw van de Nieuwezijds Kapel en de bouw van de gotische westgevel van de Nieuwe Kerk. Ook ontwierp hij in 1913 de Prinsessekerk aan de Van Hallstraat, welk gebouw in 1918 in gebruik werd genomen in aanwezigheid van het koninklijk gezin.
In 1895 ontwierp hij het Snouck van Loosenpark in Enkhuizen, een complex van vijftig vrijstaande woonhuizen voor behoeftigen in een parkachtig landschap met vijver. Drie jaar eerder heeft hij voor het Snouck van Loosenfonds ook de uitbouw, dat als tehuis voor alleenstaande dames en weduwen moest dienen, bij het Snouck van Loosenhuis ontworpen. In 1894 ontwierp hij voor hetzelfde fonds ook een boerderij nabij Enkhuizen. Voor Woningmaatschappij Oud-Amsterdam NV ontwierp hij complexen met arbeiderswoningen aan de Amsterdamse Anjeliersstraat en Willemsstraat, die in 1898 werden voltooid.
In 1912 was hij bouwmeester van het hervormd opvoedingsgesticht voor jongens Valkenheide te Maarsbergen. In 1913 volgde het Koninklijk Militair-Invalidenhuis te Leiden.
Hij was lid van diverse commissies en organen, waaronder de gemeenteraad van Amsterdam (CHU) en Provinciale Staten van Noord-Holland.

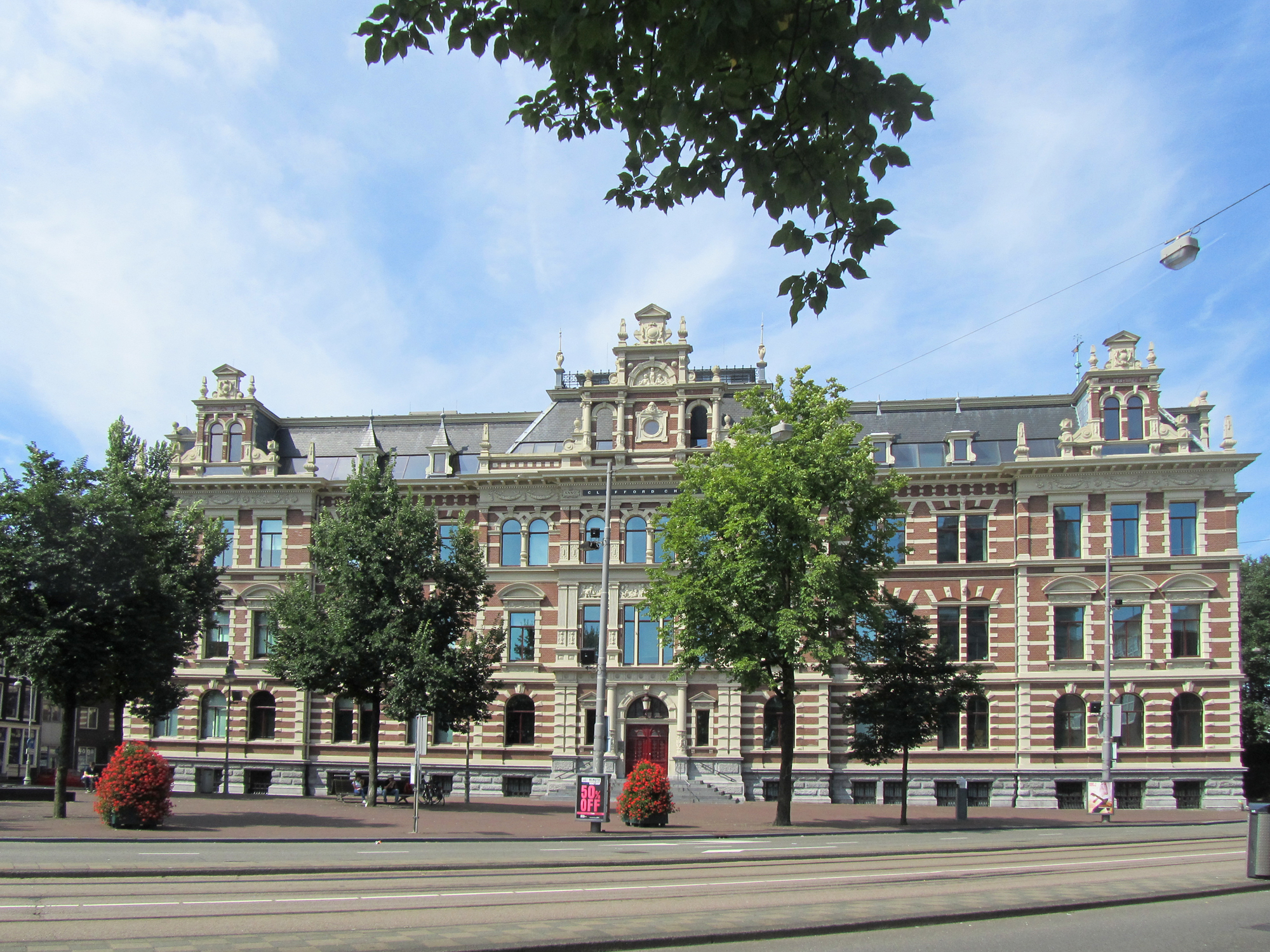
De Droogbak (1884), hoofdkantoor van de Hollandsche IJzeren Spoorweg-Maatschappij
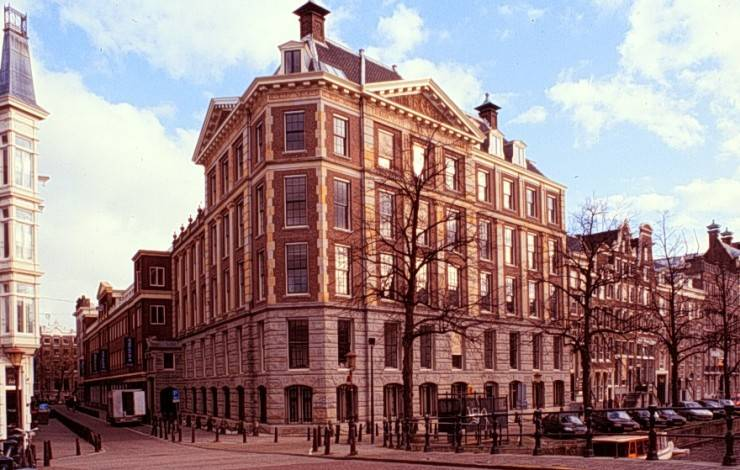
Keizersgracht 555 / hoek Nieuwe Spiegelstraat, kantoorgebouw Amsterdamsche Maatschappij van Levensverzekering (1917/19)
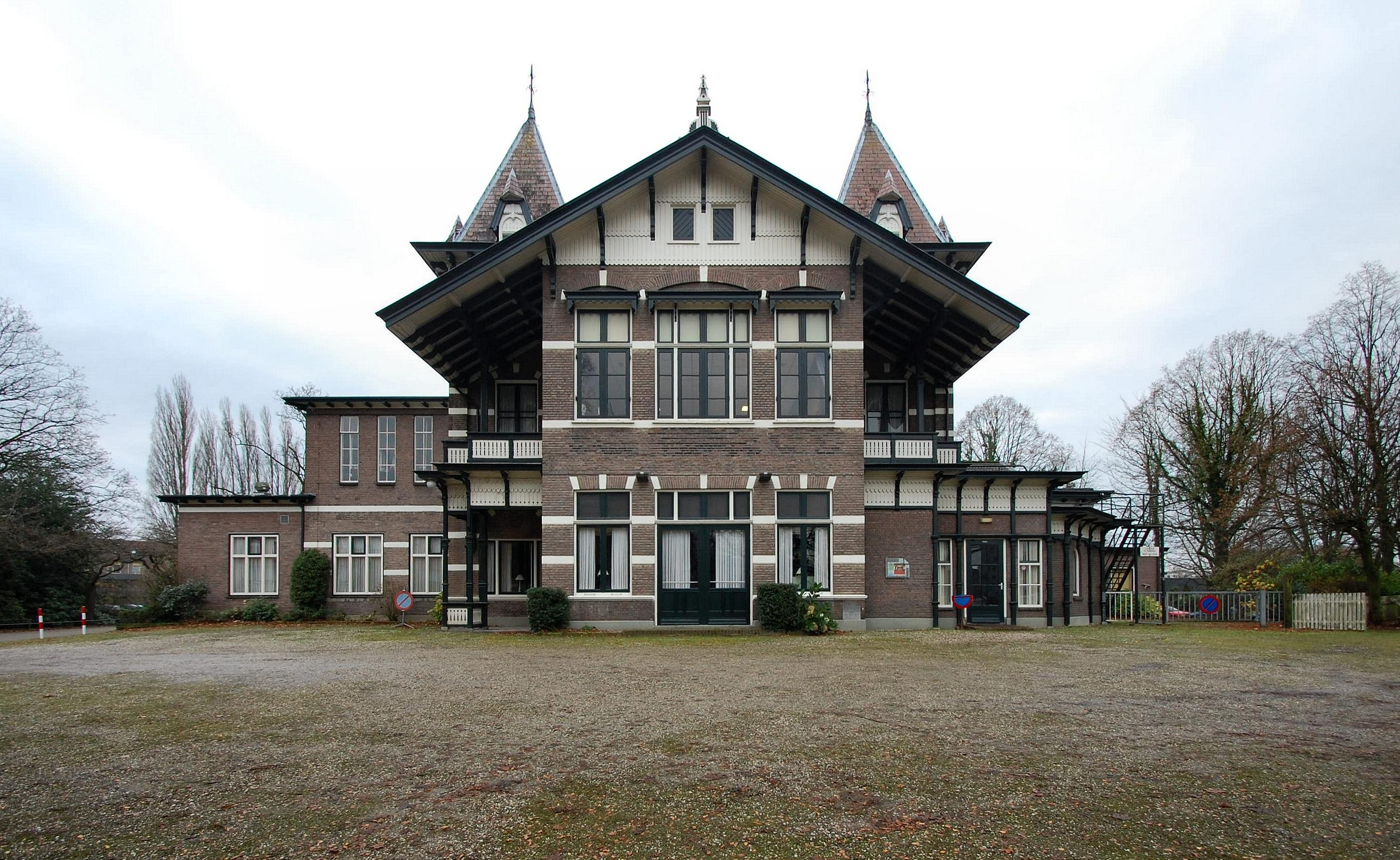
Vereniginggebouw Stork, Hengelo (OV)